# مطار قفصة قصر الدولي
مطار قفصة قصر الدولي (بالفرنسية: Aéroport international de Gafsa-Ksar) هو مطار دولي يقع في مدينة قفصة والقصر (ولاية قفصة) في تونس. تم افتتاح المطار في 1999. مساحة المطار تقدر ب50 هكتار. 
في 2007 استقبل المطار 984 9 مسافر، وهو معدل ضعيف مقارنة بطاقة استيعابه الآتي تقدر ب000 200 مسافر في السنة.
يتم تشغيل المطار من قبل ديوان الطيران المدني والمطارات.

## إحصائيات
| السنوات       | 2015  | 2016  |
| ------------- | ----- | ----- |
| عدد المسافرين | 816 2 | 364 2 |

بالنسبة لسنة 2016 فعدد المسافرين المشار إليه أعلاه فهو يخص إحصاء 11 شهر فقط من 2016

## شركات الطيران
| شركات الطيران   | الوجهات                                       |
| --------------- | --------------------------------------------- |
| الخطوط التونسية | مطار تونس قرطاج الدولي مطار جربة جرجيس الدولي |

## مقالات ذات صلة
- قائمة مطارات تونس

## روابط خارجية
- موقع غير رسمي للمطار.